# Крістін Беккеволд
Крістін Беккеволд Сьорум (норв. Kristin Bekkevold Sørum; нар. 19 квітня 1977) — норвезька футболістка та олімпійська чемпіонка.
Вона отримала золоту медаль на літніх Олімпійських іграх 2000 року в Сіднеї.